# Idiognophomyia enniki
Idiognophomyia enniki là một loài ruồi trong họ Limoniidae. Chúng phân bố ở miền Tân bắc.